# Herschel Savage
Pour les articles homonymes, voir Savage.
Herschel Savage, né le 25 novembre 1952 à New York (État de New York) et mort le 8 octobre 2023, est un réalisateur, producteur et acteur de films pornographiques américain.

## Biographie
Herschel Savage commence dans l'industrie du X en 1974, et joue dans Debbie Does Dallas de Jim Clark en 1978.
Il apparaît dans la série Family Business de Seymore Butts.
Herschel Savage est membre du  XRCO Hall of Fame, Legends of Erotica & AVN Hall of Fame.
Il participe au tournage du film (non-pornographique) Paiement cash (52 Pick-Up) de John Frankenheimer, avec les acteurs pornos Ron Jeremy et Sharon Mitchell.

## Récompenses et nominations
- 1988 : AVN Award Best Couples Sex Scene - Film pour Amanda by Night 2 avec Nina Hartley
- 2000 : AVN Award Most Outrageous Sex Scene pour Perverted Stories 22 avec Mila et Dave Hardman
- 2002 : AVN Award Best Supporting Actor - Film pour Taken
- 2002 : AVN Award Best Group Sex Scene - Video pour Succubus (Jewel Valmont, Bridgette Kerkove, Nikita Denise et Trevor)
- 2002 : AVN Award Most Outrageous Sex Scene pour Perverted Stories 31 avec Kristen Kane et Rafe
- 2005 : XRCO Best On-Screen Couple for Dark Dide
- 2006 : AVN Award Best Couples Sex Scene - Film pour Dark Side
- 2007 : Legends of Erotica[4]
- AVN Hall of Fame
- XRCO Hall of Fame, 1998

### Nominations
- 2008 : AVN Best Supporting Actor - Video for: Spunk'd: The Movie (2007)
- 2008 : AVN Best Actor - Video for: Delilah (2007)
- 2007 : AVN Best Group Sex Scene - Video for: Butt Pirates of the Caribbean (2005)
- 2007 : AVN Best Group Sex Scene - Video for: Clusterfuck 5 (2006)
- 2006 : AVN Award nominee – Best Threeway Sex Scene (Cum Fart Cocktails 2 – nominated with Mari Possa, Barbara Summer and Herschel Savage)
- 1985 : XRCO Best Copulation Scene, for: Sex Play (1984) avec Danica Rhae